# Le Port d'Anvers
Le Port d'Anvers est un tableau réalisé par le peintre français Othon Friesz en 1906. De format horizontal, cette huile sur toile est un paysage fauve représentant le port d'Anvers, à Anvers, en Belgique. Acquise auprès de l'artiste à Paris en 1939, elle est aujourd'hui conservée à La Boverie, à Liège.